# Sándor Noszály
Sándor Noszály (Boedapest, 16 maart 1972) is een voormalig professioneel tennisser uit Hongarije. Hij vertegenwoordigde zijn vaderland tweemaal op de Olympische Spelen: 1992 en 1996.

## Olympische Spelen

### Enkelspel
| Olympische Spelen 1992 |                 |                    |
| Eerste ronde           | Mark Koevermans | 2–6, 3–6, 6–2, 2–6 |
| Olympische Spelen 1996 |                 |                    |
| Eerste ronde           | Oleg Ogorodov   | 5–7, 6–7           |

## Prestatietabel
| Legenda | Legenda                          |
| ------- | -------------------------------- |
| g.t.    | geen toernooi gehouden           |
| l.c.    | lagere categorie                 |
| –       | niet deelgenomen                 |
| G       | uitgeschakeld in de groepsfase   |
| 1R      | uitgeschakeld in de eerste ronde |
| 2R      | uitgeschakeld in de tweede ronde |
| 3R      | uitgeschakeld in de derde ronde  |
| 4R      | uitgeschakeld in de vierde ronde |
| KF      | uitgeschakeld in de kwartfinale  |
| HF      | uitgeschakeld in de halve finale |
| F       | de finale verloren               |
| W       | het toernooi gewonnen            |
| w-v     | winst/verlies-balans             |

### Prestatietabel grand slam, enkelspel
| Toernooi        | 1991 | 1992 | 1993 | 1994 | 1995 | 1996 |
| --------------- | ---- | ---- | ---- | ---- | ---- | ---- |
| Australian Open | –    | –    | –    | –    | –    | 1R   |
| Roland Garros   | 1R   | –    | –    | –    | –    | 1R   |
| Wimbledon       | –    | –    | –    | –    | 1R   | 1R   |
| US Open         | –    | –    | –    | –    | –    | –    |